# Chugiak

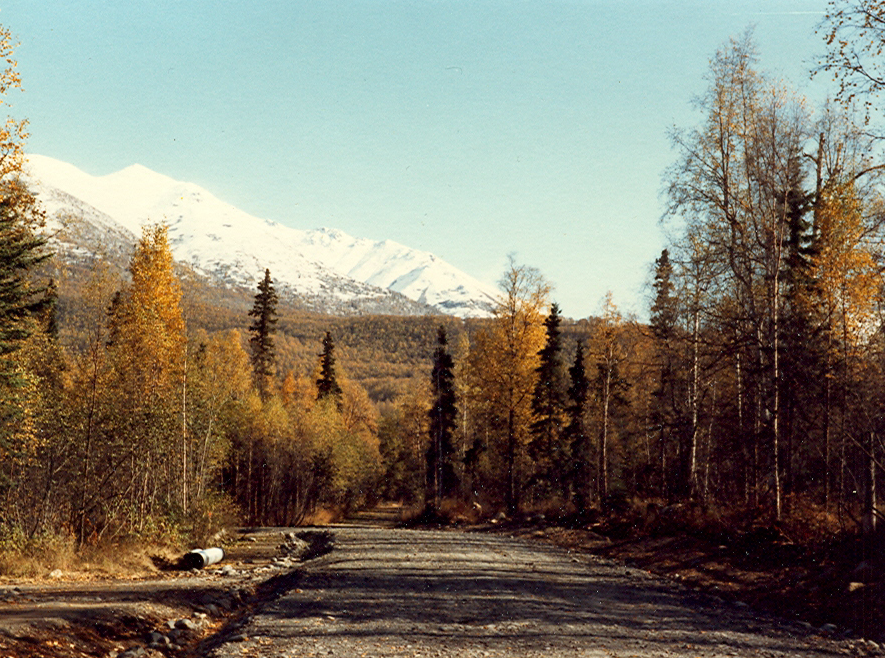
Needle Drive (Chugiak)

Chugiak est une localité d'Alaska, aux États-Unis, faisant partie de la municipalité d'Anchorage, à 20 milles (32 km) de cette ville.
Elle est située entre Eagle River (en) au sud et Eklutna au nord, et entre le Knik Arm dans le golfe de Cook à l'ouest et les Montagnes Chugach à l'est. Sa population est d'environ 7 000 habitants dont la plupart travaillent à Anchorage ou dans la vallée Matanuska-Susitna. Elle s'étend le long de la Glenn Highway.
Son nom provient de la langue Dena'ina. Chugiak a commencé à se peupler dans les années cinquante, avec des personnels militaires qui avaient participé à la Seconde Guerre mondiale. C'est une des plus importantes banlieues d'Anchorage.

## Démographie
| 1960 | 1970 | - | - | - | - |
| ---- | ---- | - | - | - | - |
| 51   | 489  | - | - | - | - |

## Sources
- (en) Cet article est partiellement ou en totalité issu de l’article de Wikipédia en anglais intitulé « Chugiak, Anchorage » (voir la liste des auteurs).